# Winton (Washington)
Winton az Amerikai Egyesült Államok északnyugati részén, Washington állam Chelan megyéjében elhelyezkedő önkormányzat nélküli település.
Winton postahivatala 1915 és 1944 között működött.